# Francis Bourne
Francis Alphonsus Bourne (Clapham, 23 de março de 1861 - Londres, 1 de janeiro de 1935) foi um prelado inglês da Igreja Católica. Foi o quarto arcebispo de Westminster de 1903 até sua morte e foi elevado ao cardinalato em 1911. 

## Biografia

### Vida pregressa
Francis Bourne nasceu em Clapham, filho de Henry e Ellen Byrne Bourne, em 23 de março de 1861. Seu pai, um funcionário público, era um convertido e sua mãe, uma católica irlandesa. Bourne entrou no St. Cuthbert College em Ushaw Moor, Condado de Durham, em 1867 e, após a morte de seu irmão mais velho em 1877, foi decidido que Francis deveria se mudar para o St. Edmund's College em Ware, que era considerado um local melhor para alguém com sua saúde delicada. Foi enquanto estava em St. Edmund's que ele decidiu se tornar padre. Ele se juntou à Ordem dos Pregadores, mais comumente conhecida como Dominicanos, em Woodchester, mas saiu em 1880. De 1880 a 1881, ele frequentou o Seminário St. Thomas em Hammersmith para estudar filosofia e depois foi estudar na França, no Seminário Saint-Sulpice em Paris e na Universidade de Leuven. Enquanto estava em Paris, conheceu Dom Bosco e pensou em ingressar na Ordem Salesiana de Bosco.
Ele foi ordenado ao sacerdócio em 11 de junho de 1884 em St. Mary's em Clapham, pelo bispo Robert Aston Coffin, o mesmo padre que o havia batizado em St. Mary's anos antes. Bourne então fez trabalho pastoral em Blackheath, Mortlake e West Grinstead até 1889. Bourne foi reitor da Casa de Estudos em Henfield Place de 1889 a 1891, época em que começou a lecionar no Seminário St. John's em Wonersh, do qual se tornou reitor em 14 de março de 1896. Ele foi elevado ao posto de Prelado Doméstico de Sua Santidade pelo Papa Leão XIII em 1895.
Em 27 de março de 1896, Bourne foi nomeado bispo coadjutor de Southwark e bispo titular da Epifania na Cilícia. Ele recebeu sua consagração episcopal no dia 1º de maio seguinte do cardeal Herbert Vaughan, com os bispos John Baptist Butt e Thomas Whiteside, na Catedral de São Jorge. Bourne mais tarde sucedeu Butt como bispo de Southwark em 9 de abril de 1897.

### Arcebispo
Bourne foi nomeado Arcebispo de Westminster em 11 de setembro de 1903. Como Arcebispo de Westminster, tornou-se o líder espiritual da Igreja Católica na Inglaterra e no País de Gales. Desafiando a lei governamental que proibia as procissões eucarísticas, Bourne deu a bênção na galeria da Catedral de Westminster em 1908. Foi criado Cardeal-Sacerdote de Santa Pudenziana pelo Papa Pio X no consistório de 27 de novembro de 1911 e foi cardeal-eleitor nos conclaves de 1914 e novamente em 1922, que selecionaram os Papas Bento XV e Pio XI, respectivamente.
Bourne respondeu ao apelo de Ramsay MacDonald para uma interpretação de um prelado católico inglês da encíclica Quadragesimo anno de Pio XI, que proibia os católicos de serem socialistas, afirmando: "Não há nada na encíclica que deva impedir os católicos de se tornarem membros do Partido Trabalhista Britânico ...". No entanto, o cardeal continuou a alertar os católicos para serem cautelosos com os "princípios errôneos que às vezes afetam os partidos". Em uma transmissão de rádio, ele condenou veementemente a greve geral de 1926 no Reino Unido como um desafio ilegítimo à soberania do Parlamento e, como tal, à "autoridade legalmente constituída", que representa "a autoridade do próprio Deus".
Bastante conservador, Bourne se opôs ao modernismo, mas foi prudente em sua gestão da crise modernista na Inglaterra. O principal intelectual leigo católico inglês da época, o barão Friedrich von Hügel, estava na ala moderada do movimento modernista. Sabendo da santidade e lealdade fundamental de von Hügel, Bourne disse à filha do barão, Thekla: "Eu nunca o coloquei em problemas e nunca o colocarei."  Michael de la Bédoyère descreve Bourne como "um prelado cuja sabedoria e estadismo nunca foram suficientemente reconhecidos".
Ele não era muito favorável ao diálogo inter-religioso nem ao ecumenismo (ele se opôs notavelmente à realização das Conversações de Malines entre anglicanos e católicos proeminentes). Ele condenou a concessão de maior liberdade ao divórcio e ao uso do controle de natalidade. Ele também desejava ver o Reino Unido adotar a fé católica romana como sua religião oficial.
Ele morreu após um ano de doença em sua residência arquiepiscopal em Londres, aos 73 anos. Bourne foi enterrado em sua alma mater, St. Edmund's College, Ware, Hertfordshire, na capela que ele estabeleceu em memória dos membros da faculdade que morreram durante a Primeira Guerra Mundial, e seu coração foi colocado na capela do Seminário de St. John em Wonersh, Surrey, em junho de 1935.